# Resolució 2094 del Consell de Seguretat de les Nacions Unides
La Resolució 2094 del Consell de Seguretat de les Nacions Unides fou adoptada per unanimitat el 7 de març de 2013. Després de recordar totes les resolucions anteriors sobre la situació a Corea del Nord, incloses les resolucions 825 (1993), 1540 (2004),  1718 (2006), 1874 (2009) i 2087 (2013), el Consell va condemnar la tercera prova nuclear de Corea del Nord. A més, va augmentar el poder d'altres nacions per fer complir aquestes sancions.
El Consell va exigir que el país s'abstingués de nous llançaments de míssils balístics, proves nuclears i altres provocacions i que tornés a unir-se al Tractat de No Proliferació Nuclear. Les sancions imposades en 2006 es van ampliar a les persones i entitats addicionals que figuren en l'apèndix, així com als diplomàtics, les transferències de diners i els bancs.
També es va decidir que Corea del Nord ja no podria importar joies, gemmes, iots, cotxes de luxe i cotxes de carreres. Els països també havien de vigilar que els diplomàtics nord-coreans no fessin res que contribuís al programa d'armes del seu país o violés les sancions. A més, els països havien de prohibir als bancs de Corea del Nord d'obrir noves oficines i establir operacions conjuntes al seu territori.